# Касс (округ, Техас)
Округ Касс (англ. Cass county) — округ штата Техас Соединённых Штатов Америки. На 2000 год в нем проживало 30 438 человек. По оценке бюро переписи населения США в 2008 году население округа составляло 29 284 человек. Окружным центром является город Линден.

## История
Округ Касс был сформирован в 1846 году из части округа Буи. Он был назван в честь Льюиса Касса, сенатора от Мичигана, поддерживавшего присоединение Техаса к США.

## География
По данным бюро переписи населения США площадь округа Касс составляет 2487 км², из которых 2428 км² — суша, а 60 км² — водная поверхность (2,39 %).